# Cophotylus decorus
Cophotylus decorus är en insektsart som beskrevs av Bei-bienko 1951. Cophotylus decorus ingår i släktet Cophotylus och familjen gräshoppor. Inga underarter finns listade i Catalogue of Life.